# Ivan Dresser
Ivan Dresser (Ivan Chandler Dresser; * 3. Juli 1896 in Flandreau; † 27. Dezember 1956 in New York City) war ein US-amerikanischer Langstreckenläufer.
1918 und 1919 wurde er IC4A-Meister über zwei Meilen.
Beim 5000-Meter-Lauf der Olympischen Spiele in Antwerpen erreichte er nicht das Ziel. Im Mannschaftslauf über 3000 Meter dagegen kam er als Sechster ins Ziel und gewann mit Horace Brown (1.) und Arlie Schardt (3.) die Goldmedaille für das US-Team.
Von 1925 bis zu seinem Tod war er Manager bei General Motors.